# Razza superiore
La razza superiore (tedesco: die Herrenrasse, ) era un concetto del misticismo nazista tedesco che includeva teorie razziali e mitologiche secondo le quali i popoli germanici o più in generale la razza nordica fossero i diretti discendenti di una arcaica razza ariana, simbolo di perfezione psicofisica e di purezza di sangue.
Le origini del concetto sono da ricercarsi negli studi del razzismo scientifico ottocentesco europeo, ove fra le tre presunte razze europee (alpina, nordica e mediterranea) i germanici venivano classificati come superiori in rispetto alle altre e andando più avanti viene susseguita la scia dell'inferiorità ebraica.
L'idea di una superiorità razziale non è esclusiva del movimento nazista, si possono riscontrare tentativi politici, storici e culturali di affermare la superiorità di un popolo come avvenuto durante il fascismo giapponese, ove i vicini popoli di Corea e Cina venivano considerati inferiori da sostenitori del regime e filosofi del Paese. 

## Nordicismo
I primi studi riguardanti una razza superiore sono stati fatti dal precursore del razzismo scientifico, Arthur de Gobineau. 
Effettuando alcuni studi storici e antropofisici sulle diverse persone abitanti in Europa, Gobineau sosteneva che i popoli nordici ed alcuni est europei (attuale Russia, Polonia) essendo rimasti immuni alle invasioni arabe, ottomane, mongoliche e di altre civiltà dell'Europa meridionale, avevano conservato una purezza di sangue che caratterizzava certi aspetti fisici e mentali mancanti alle razze soggette a misti interrazziali. 
Gli aspetti che hanno caratterizzato ogni teoria della supremazia nordica hanno riguardato sommariamente le doti e qualità fisiche, come elevata altezza, chiarezza di pelle, occhi azzurri e innata resistenza a temperature rigide.
Il filosofo Arthur Schopenhauer credeva che la civilizzazione dell'umanità si dovesse all'espansione e stanziamento dei popoli bianchi. Ha presentato, come esempio dell'inferiorità, a suo parere, delle civiltà extraeuropee, l'Impero inca, che sarebbe stato distrutto in poco tempo dai bianchi europei, in quanto composto da genti di razza non caucasoide (nella fattispecie si tratta di una sottovariante della razza mongoloide).
Secondo altri sostenitori del nordicismo, anche in gruppi razziali ben definiti possono sussistere cambiamenti fisici. Per esempio, non tutti i nordici sono biondi con gli occhi azzurri.
Oltre a filosofi tedeschi, altri scrittori come Guido von List, Lanz von Liebenfels e Houston Stewart Chamberlain sostenevano queste teorie razziali, considerando che la purezza di sangue come fattore primario determinante della superiorità razziale.